# العنيد (فلم)
العنيد هو فيلم مصري عرض عام 1973، بطولة فريد شوقي وناهد شريف، ومن إخراج حسن الصيفي.

## قصة الفيلم
يفصل العقيد كمال فهمي من عمله في الشرطة بسبب قسوته المفرطة، وفي نفس الوقت يهرب عباس المتهم بقتل شقيق الضابط كمال، تلعب نادية دورًا في حياة كمال فهمي بحكم صداقتها له، وهي في نفس الوقت أخت عباس الهارب ويتخذ كمال نادية طعمًا لاصطياد عباس، ولكن يعرف كمال أن زكي بك قد أعد مكافأة ضخمة مقابل لمن يعثر على عباس ويقدمه له حيًا أو ميتًا.

## طاقم التمثيل
- فريد شوقي: (العقيد كمال فهمي)
- ناهد شريف: (نادية مسعود)
- توفيق الدقن: (عباس مسعود)
- محمد رضا: (المعلم حسنين)
- عباس فارس: (زكي سليم / مرسي أبو دومة)
- سيد زيان: (حامد كاتب المحامي)
- بسمة: (خطيبة كمال)
- إحسان شريف: (والدة كمال)
- عبد العظيم كامل: (يحيى - ضابط المباحث)
- محمد حمدي: (النقيب حمدي)
- الطوخي توفيق: (أحد أفراد العصابة)
- توفيق الكردي
- سعيد حسن
- محمد الملواني
- ليلى مرسي: (أم رجب - الخادمة)
- عبد القادر حلمي
- رشاد حامد
- فؤاد شريف
- مختار السيد: (ضابط)

## فريق العمل
- إخراج: حسن الصيفي
- تأليف: صبري عزت
- مدير التصوير: كمال كريم
- مونتاج: فكري رستم
- إنتاج: أفلام نهضة مصر (والي السيد)
- توزيع: أفلام نهضة مصر (والي السيد)